# Dominik Gläsl
Dominik Gläsl (auch Glässl, Glasl; auch Dominikus Gläsl) (* 21. März 1660 in Reichersdorf bei Weyarn, Kurfürstentum Bayern; † 25. April 1731 in Freising, Hochstift Freising) war ein bayerischer Baumeister des Barock.

## Leben
Dominik war der Sohn des in Reichersdorf ansässigen Melchior Gläsl und der Bruder des Barockbaumeisters Caspar Gläsl. Getauft wurde er am 21. März 1660 in Weyarn. Seine Ausbildung erfuhr er bei Lorenzo Sciara, als dieser in Weyarn ab 1687 das Kloster und die Kirche baute. 1701 war er als Maurermeister im Schloss Zangberg bei Ampfing beschäftigt. Von 1708 bis 1714 leitete er die Aufbauarbeiten am Kloster Sankt Veit nach dem Klosterbrand 1708, bevor er im Jahr 1715 zum Hofmaurermeister des Fürstbischofs zu Freising ernannt wurde. Von ihm stammen mehrere Werke im Hochstift Freising. Sein Sohn war der Stuckateur Thomas Glasl.

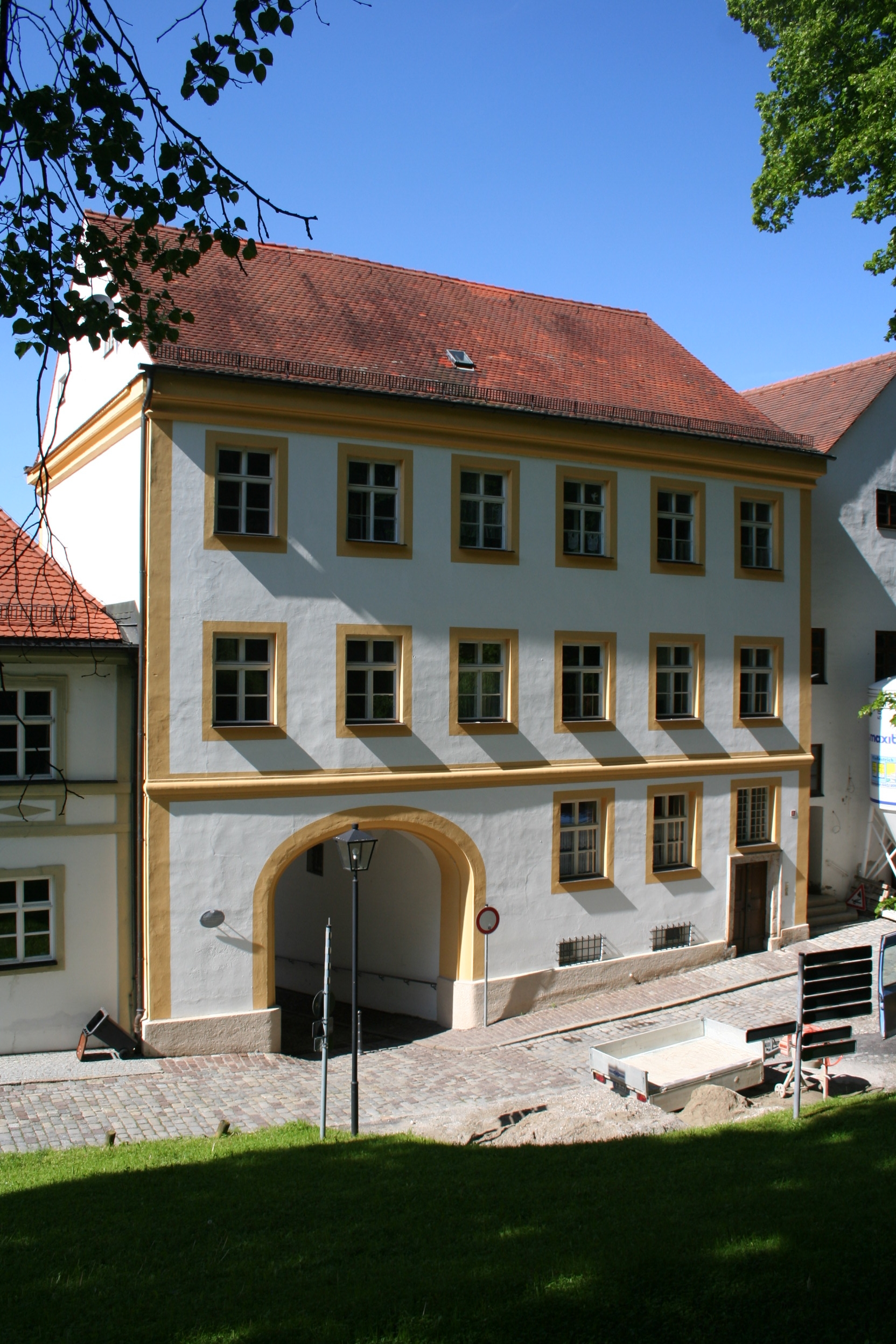
Kanzlerbogen auf dem Domberg in Freising

## Werke (Auswahl)
- 1701: Schloss Zangberg
- 1708/14: Kloster Sankt Veit in Neumarkt-Sankt Veit
- 1710/16: Wallfahrtskirche St. Salvator in Binabiburg
- 1712, 1717/18: Katholische Pfarrkirche St. Valentin in Unterföhring
- 1715/17: Schloss Ismaning
- 1717: Filialkirche St. Valentin (Altenhausen)
- 1719 Neubau der Schlosskapelle Burgrain
- 1720 Westtor „Kanzlerbogen“ umgebaut, auf dem Freisinger Domberg
- um 1720: Schlosskapelle Unsere liebe Frau in Kalling (zugeschrieben)
- 1722/24: Pfarrhof in Schliersee
- 1723: Pfarrkirche St. Stephanus in Fürholzen